# Waterbury (Connecticut)
Waterbury – miasto w Stanach Zjednoczonych, w stanie Connecticut, nad rzeką Naugatuck (uchodzącą do Oceanu Atlantyckiego), w zespole miejskim New Haven-Waterbury-Meriden.
W mieście rozwinął się przemysł hutniczy, precyzyjny, metalowy, chemiczny, włókienniczy oraz elektrotechniczny.

## Religia
- Parafia św. Stanisława Kostki

## Współpraca
- Macedonia Północna: Struga
- Portugalia: Lizbona
- Włochy: Pontelandolfo